# ローズむさし
ローズ（Musashi Rhodes、1995年5月7日 - ）は、元男性モデル・元子役タレント。アメリカ・ノースキャロライナ州出身。スターダストプロモーションに所属していた。

## 出演

### テレビドラマ
- Stand Up!! 第1話 - 第3話（2003年7月4日 - 18日、TBS）

### CM
- ユニバーサルスタジオジャパン ピーターパン（2006年）

### 広告・カタログ
- ナルミヤインターナショナル 2003BLUE CROSS（2002年）

### プロモーションビデオ
- 柴咲コウ「Glitter」（2005年）
- K「ファーストクリスマス」（2006年）